# リオン (フランス)
リオン (Riom) はオーヴェルニュ＝ローヌ＝アルプ地域圏ピュイ＝ド＝ドーム県の郡庁所在地。リオムなどとも表記される。カンタル県には似た名前のリオメス＝モンターニュ (Riom-ès-Montagnes)という都市がある。

## 地理
リオンは地域圏の首府クレルモン＝フェランの北方15kmのところにある。

## 歴史
- 紀元前50年- ガロ＝ローマの都市リコマグム (Ricomagum, 豊かな市場、の意) がおかれる。
- 1210年- 翌年にかけて、Philippe-Auguste の軍隊が侵攻、占領される。
- 1212年- リオンがオーヴェルニュの首府となる
- 1365年- ジャン・ド・ベリー (Jean de Berry) の采地 (apanage) となる。
- 1416年- ジャン・ド・ベリー歿。ブルボン家の采地となる。
- 1429年- ジャンヌ・ダルクからリオン住民に書簡が送られる。
- 1530年- オーヴェルニュとリオンがフランス王領に戻る。
- 1589年- オーヴェルニュにおける宗教戦争。リオンはバス＝オーヴェルニュ (Basse-Auvergne) におけるカトリック同盟の中心地。
- 1630年- リオンでペストが大流行
- 1740年- オテル・デュフレス・デュ・シェー (Hôtel Dufraise du Cheix)（現・マンデ博物館）が建立される。
- 1801年- リオンが、ピュイ＝ド＝ドーム県の郡庁所在地になる。
- 1855年- リオンに鉄道が開通する
- 1862年- ナポレオン3世がオーヴェルニュ地方、とりわけリオンを巡幸する。
- 1940年6月20日- 第二次世界大戦中の、リオン爆撃
- 1944年8月25日- リオンの解放
- 1969年- オーヴェルニュ博物館の設立

## リオン出身の有名人
- アントワーヌ・ダンシェ (Antoine Danchet) - 詩人。アカデミー・フランセーズ会員(1712年–1748年)。
- ジャン・シルモン (Jean Sirmond, 1589年–1640年) - アカデミー・フランセーズ会員

## 観光名所
- サンタマーブル教会 (église Saint-Amable)
- オルロージュの塔 (La tour de l'Horloge)